# Дроздово (Сафоновский район)
 Дроздово — деревня в Смоленской области России, в Сафоновском районе. Расположена в центральной части области в 7 км к северо-западу от Сафонова и в 6,5 км к северу от автомагистрали М1 «Беларусь». Административный центр Дроздовского сельского поселения.

## История
Деревня Дроздово в настоящее время находится на территории села Николо-Кремяного. В с. Николо-Кремяном находилась церковь, которая объединяла собой следующие населенные пункты: деревни Болматово, Ведоса, Дроздово, Егорьевское, 1-е Комарово, 2-е Комарово, Комягино, Алтухово, Панфилово, Пыщенки, Слотово Сафоновской волости Дорогобужского уезда, а также деревни Бикедово, Васьково, Заворово, Захарченки, Княжено, Левково, Лукшино Вышегорской волости Дорогобужского уезда, деревни Авдюково, Горелый Лом, Федоровка Капыревщинской волости Духовщинского уезда.

## Достопримечательности
- Обелиск на месте гибели партизанки А. П. Новиковой.